# Franz Anton Maulbertsch
Franz Anton Maulbertsch (n. 7 iunie 1724, Langenargen, Baden-Württemberg, Germania – d. 8 august 1796, Viena, Monarhia Habsburgică) a fost un pictor reprezentativ pentru barocul austriac.